# Temple-Laguyon
Temple-Laguyon là một xã, nằm ở tỉnh Dordogne vùng Aquitaine của Pháp. Xã này có diện tích 2,94 kilômét vuông, dân số năm 2005 là 41 người. Xã nằm ở khu vực có độ cao trung bình 226 m trên mực nước biển.

## Hành chính
| Danh sách các xã trưởng                |             |              |                  |         |
| Giai đoạn                              | Giai đoạn   | Tên          | Đảng             | Tư cách |
| 1996                                   | đương nhiệm | Daniel Salon | không chính thức | hưu trí |
| Tất cả các dữ liệu trước đây không rõ. |             |              |                  |         |

## Thông tin nhân khẩu
| Năm    | 1962 | 1968 | 1975 | 1982 | 1990 | 1999 | 2005 |
| ------ | ---- | ---- | ---- | ---- | ---- | ---- | ---- |
| Dân số | 64   | 58   | 54   | 52   | 47   | 43   | 41   |